# 金森森屋百貨店
金森森屋百貨店（かねもりもりやひゃっかてん）は、北海道函館市にあった日本の百貨店である。

## 歴史・概要
1863年（文久3年）に長崎から函館へ移住して昆布など海産物の輸送を営んでいた大分県出身の初代渡辺熊四郎（わたなべくましろう）が1869年（明治2年）に北海道函館市大町で北海道初の洋品店であった金森森屋洋物店を開いたのが始まりである。
1879年（明治12年）の2300戸余りを焼失した大火の翌年1880年（明治13年）には煉瓦造りの防火建築とするなど進取の気風に富み、その後、商船、倉庫、不動産、砂糖、書籍、時計、洋服、薬種、洋食料品、雑貨等幅広い事業展開が進められた。
1896年（明治29年）に初代渡辺熊四郎が隠居し、1906年（明治39年）に2代目渡辺熊四郎の本家と渡辺三作（後の2代目渡辺孝平）の分家に分かれた際に洋物店、魁文舎（書店）、洋服店、時計店、三星店（砂糖雑貨）、一二堂などの小売部門を引継いだ本家が同年9月に資本金50円で渡辺合名会社を設立して法人化した。
一つの店舗で幅広い分野の商品を扱っていたわけではなかった為この時点では百貨店ではなかったが、支店が近隣に集中立地していたこともあって「一個の大なるデパートメントストア」と『函館商工録』に記されるほど本支店全体で見ると幅広い商品を扱っていた。
1906年（明治39年）に本店を末広町に移転し、金森魁文舎（書店）、金森洋服店、金森時計店、金森三星店（砂糖雑貨）、金森一二堂などの品目別の支店を近隣に配していたが、1924年（大正13年）の函館大火で金森時計店、金森魁文舎、金森洋服店、金森回生堂の4支店が焼失したのを契機として百貨店構想を打ち出し、1925年（大正14年）12月に「四階楼」に時計台を配置した鉄筋コンクリート造3階建の新店舗を建設して金森森屋百貨店として百貨店を開業した。
1926年（大正15年）8月1日に百貨店を運営する企業として渡辺商事株式会社を設立して分離独立した。
1930年（昭和5年）8月からは「お伽噺の国へでも運んでくれそうなきれいなくるまです」と当時の函館新聞に紹介された全体を赤で塗装、黄色の帯線を配した16人乗の「森屋の赤バス」と呼ばれた無料送迎バスを運行して先行して運行されていた棒二荻野呉服店に対抗し、1930年（昭和5年）10月2日には総6階建(一部7階建)で時計台の塔屋の頂点まで地上145尺(約44m)、延べ床面積1910坪で、400人収容の大食堂、催事場、喫茶、ガラス張りサンルームに鳥や動物、草花などを配した屋上庭園、エレベーターなどを備えた近代的な店舗を完成させ、1931年（昭和6年）1月2日から4日の連日毎日6万人ほどの入店客を集めるほど人気を博した。
また、催事場では高村光雲、吉田一雋などの彫刻展や各種洋画･日本画などの展覧会、七夕まつりやクリスマスなどの各種催事を開いて地域の文化拠点となると共に集客に威力を発揮していた。
将来的な函館駅前発展を見込んで店舗の移転･拡張を目指して1936年（昭和11年）6月12日にライバルの棒二萩野呉服店と合併して棒二森屋を設立し、店舗は棒二森屋末広町店となって金森森屋百貨店としての歴史に終止符を打った。
店舗の跡は1880年（明治13年）に建築された煉瓦造りの金森森屋洋物店の建物が市立函館博物館郷土資料館となっているほか、金森森屋百貨店の建物は尼崎製罐函館工場として活用されたのち2001年（平成13年）に解体され、ウイニングホテルへ建て替えられ、外観は忠実ではないものの、概ね金森森屋百貨店時代の姿が再現されている。
また、現在も初代渡辺熊四郎の回漕部を引継いだ金森商船などが営業を続け、1887年（明治20年）に創業した函館初の営業倉庫が大火で焼失した際には煉瓦造りで再建した倉庫は1988年（昭和63年）に観光商業施設の函館ヒストリープラザとなり、2003年（平成15年）からは金森赤レンガ倉庫となるなど、初代渡辺熊四郎の事業の名残は現在も函館市内各地に残されている。